# Саулов, Николай Корнеевич
Николай Корнеевич Саулов (3 мая 1932 — 9 мая 2020, Харьков) — бригадир слесарей Харьковского турбинного завода имени С. М. Кирова Министерства энергетического машиностроения СССР, Герой Социалистического Труда. Член КПСС с 1959 года.

## Биография
Родился 3 мая 1932 года в деревне Овсянники Холм-Жирковского района Западной (ныне — Смоленской) области в семье колхозного пасечника.
Образование: в 1966 году окончил восемь классов школы рабочей молодежи, в 1972 году — Харьковский машиностроительный техникум, по специальности техник-технолог по обработке металлов резанием.
Во время войны лишился родителей и в 1943—1944 годах жил в городе Орша Витебской области у приютивших его людей. В 1944 г. ученик столяра жилремконторы.
В 1944—1945 гг. сын полка, дошёл до Берлина.
В 1946—1948 гг. прошёл обучение в Харьковском ремесленном училище № 17, работал слесарем-сборщиком на Харьковском турбогенераторном заводе имени С. М. Кирова.
В 1950—1954 годах служил в Советской Армии. В 1954—1956 годах — слесарь авторемонтного завода в городе Красный Луч Ворошиловградской области УССР.
В 1956—1971 годах — бригадир слесарей цеха № 53 Харьковского турбинного завода имени С. М. Кирова. В 1971—1986 годах — бригадир слесарей-сборщиков цеха № 73 производственного объединения атомного турбостроения «Харьковский турбинный завод имени С. М. Кирова».
Указом Президиума Верховного Совета СССР от 18 марта 1976 года за выдающиеся производственные успехи, достигнутые в выполнении заданий девятой пятилетки, присвоено звание Героя Социалистического Труда с вручением ордена Ленина и золотой медали «Серп и Молот».
С 1986 по 2001 год — мастер цеха НПО (с 1992 ОАО) «Турбоатом» (Харьков).
Наставник молодёжи, обучил более 50 квалифицированных специалистов по сборке роторов.
Делегат XXIV и XXVI съездов КПСС (1971, 1981). Избирался членом Харьковского обкома и горкома КП Украины, депутатом областного, городского Советов депутатов трудящихся.
С 2001 года — на пенсии.
Жил в Харькове (Украина). Умер 9 мая 2020 года.
Награждён 2 орденами Ленина (05.04.1971, 18.03.1976), орденом Трудового Красного Знамени (09.07.1966), медалями СССР и ВДНХ.